# Georges Buckley
Georges Buckley De Maritens (23 aprile 1974) è un arbitro di calcio peruviano.

## Carriera
Arbitro della Primera División peruviana, Buckley è internazionale dal 1º gennaio 2006.
Ha fatto il suo esordio in una gara tra nazionali maggiori il 13 settembre del 2007, dirigendo nell'occasione un'amichevole tra Colombia e Paraguay. Cinque mesi prima, nell'aprile dello stesso anno, aveva debuttato nella fase a gironi della Coppa Libertadores, dirigendo un match tra LDU Quito e FC Caracas.
Nel 2009 dirige ai mondiali sudamericani Under-20, due partite della fase a gironi e tre della fase finale. Sempre nello stesso anno, a novembre, ottiene la designazione per la gara di ritorno di un quarto di finale della Copa Sudamericana.
Nel dicembre 2010 è inizialmente selezionato per la coppa del mondo per club FIFA, ma in un secondo momento viene rimpiazzato dal connazionale Víctor Carrillo, a causa di un sequestro lampo che gli impedisce di partecipare ai test atletici obbligatori previsti dalla FIFA.